# Sudáfrica en los Juegos Paralímpicos de Turín 2006
Sudáfrica estuvo representada en los Juegos Paralímpicos de Turín 2006 por un deportista masculino. El equipo paralímpico sudafricano no obtuvo ninguna medalla en estos Juegos.